# فيلي كورهونين
فيلي كورهونين (بالفنلندية: Ville Korhonen)‏ هو سياسي فنلندي، ولد في 12 مايو 1877، وتوفي في 6 سبتمبر 1931. انتخب عضو برلمان فنلندا ‏.